# 부전초등학교
부전초등학교는 대한민국 부산광역시 부산진구에 있는 공립 초등학교이다.

## 학교 연혁
- 1987.01.09 교사신축준공식및입교식(부전동503번지에서 부전동 450-1번지로 이전)
- 1975.03.01 광무국민학교 폐교, 본교와 통합(50학급)
- 1966.04.13 부전국민학교 개교식(개교기념 지정)
- 1966.03.13 부전국민학교 개교(부산진, 광무 학생 부수용)

## 참고 자료
- 부전초등학교 - 한국교육학술정보원 학교알리미